# Rivolte di Hădăreni
Le Rivolte di Hădăreni sono note nella recente storia della Romania come un conflitto etnico sorto tra gli etnici rumeni e ungheresi da una parte contro i rom dall'altra nel villaggio di Hădăreni, comune di Chețani, nel Distretto di Mureș, durante l'autunno del 1993, a partire dall'omicidio di un abitante rumeno in un pub da parte di alcuni zingari del villaggio. A seguito di questo scontro, tre rom rimasero uccisi. (o quattro, secondo alcune fonti).

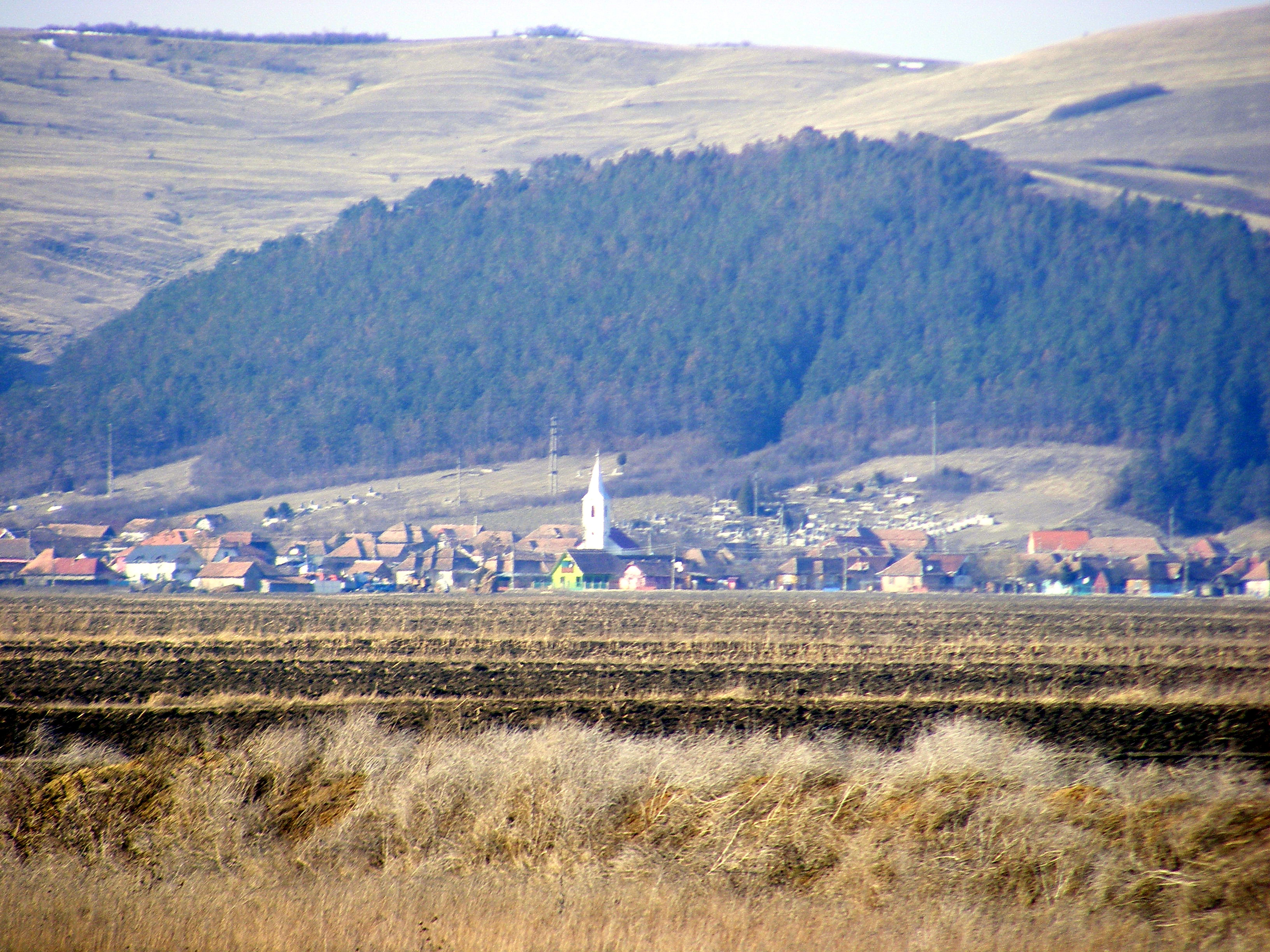
Il paesino di Hădăreni.

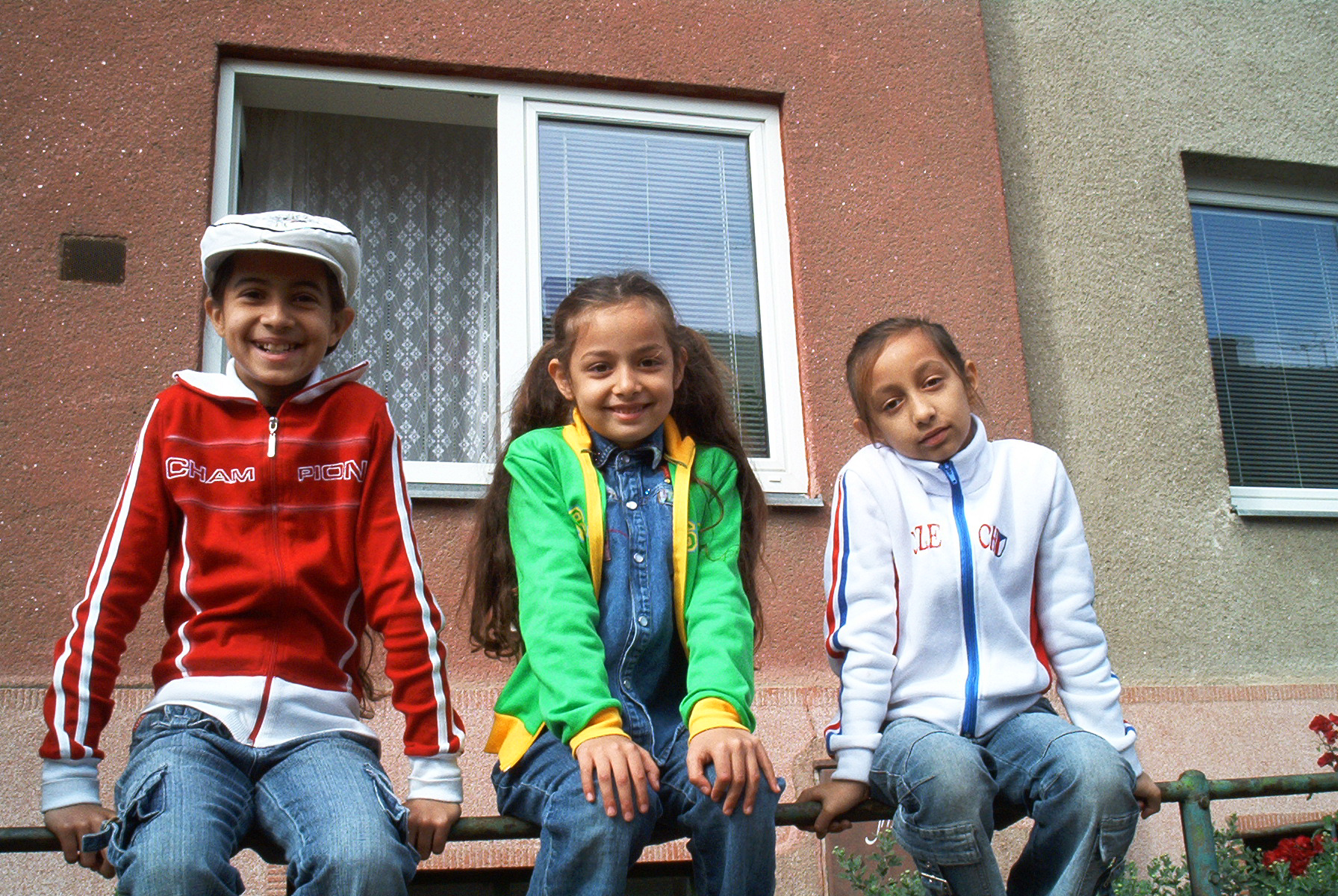
Alcuni bambini rom, 2004

## La vicenda
Il 20 settembre 1993, un gruppo di zingari ebbe un litigio con un anziano rumeno in un pub. Quando il figlio di quest'ultimo arrivò per salvare il padre, uno dei rom decise di pugnalare il giovane rumeno, che morì da lì a breve. Gli zingari hanno quindi cercato rifugio in una casa in cui si sono chiusi a chiave. I rumeni hanno chiesto loro di lasciare la casa e di consegnarsi alla polizia. Siccome questi rifiutarono di uscire, gli abitanti rumeni e ungheresi, incluso il comandante della polizia locale e uno dei suoi ufficiali, si radunarono fuori, spruzzarono benzina intorno alla casa e le diedero fuoco. Due zingari furono linciati quando tentarono di fuggire, uno rimase bruciato a morte all'interno dell'edificio ed un altro riuscì a fuggire. Questa situazione fu resa più tesa dato che nel periodo precedente c'erano state decine di denunce di furti da parte della popolazione maggioritaria attribuiti ai rom che non furono mai state risolte dalla polizia.
Successivamente, in un "caso classico di giustizia di massa", 13 case (o 14, secondo altre fonti) appartenenti ai rom furono bruciate e altre quattro danneggiate. La polizia non fece nulla per fermare gli attacchi. La maggior parte dei 130 abitanti zingari del villaggio fuggirono nei boschi vicini, tornando solo dopo giorni o addirittura settimane.
Il governo, nella sua spiegazione ufficiale, ha espresso comprensione per la "rabbia degli abitanti del villaggio".

## Il processo
Dopo la presentazione delle accuse nel 1997, cinque uomini furono condannati da un tribunale per omicidio e sette per distruzione di proprietà e disturbo dell'ordine pubblico. Nel 1999, la Corte Suprema della Romania ha assolto due degli accusati assassini e ridotto le accuse contro gli altri tre.
La Corte europea dei diritti dell'uomo ha deciso che lo stato rumeno doveva pagare un risarcimento di 238.000 € al gruppo di zingari le cui case furono bruciate. Secondo il verdetto della Corte Europea, i rappresentanti della polizia romena hanno partecipato all'incendio doloso, ed in seguito hanno cercato di insabbiare ogni coinvolgimento. La corte ha anche affermato che l'etnia delle vittime sia stata un fattore importante nell'esito dell'accaduto e che la durata del processo (11 anni) abbia violato il loro diritto ad un processo equo.